# Michele Saverio Provana del Sabbione
Michele Saverio Provana del Sabbione (Torino, 2 dicembre 1770 – Torino, 24 gennaio 1837) fu un nobile piemontese, più volte sindaco di Torino tra il 1797 e il 1819 e primo direttore della Biblioteca Reale di Torino dal 1831 alla morte.

## Biografia
Nacque nel 1770 a Torino dal conte Francesco Aleramo, che era stato sindaco di Torino, gentiluomo di camera di Vittorio Amedeo III e rettore della Compagnia di San Paolo, e da Maria Anna Teresa Ruffino di Diano.
Fratello maggiore di Luigi e Francesco nel 1789, alla morte del secondo, fu nominato rettore dell'Ospedale dei Pellegrini di Carignano.
Capitano delle milizie civiche di Torino dal 1790, fu più volte sindaco della città durante il periodo rivoluzionario (1797-1799) e durante la restaurazione (1817, 1819).
Nominato Conte nel 1789, durante il governo francese fu nominato Barone dell'Impero. Nel 1799 ricevette la Croce dell'Ordine dei Santi Maurizio e Lazzaro e nel 1811 ricevette da Napoleone l'Ordre de la Reunion.
Ricevette dai Savoia numerosi altri incarichi tra i quali, dopo la restaurazione, quello di primo ufficiale e poi intendente generale della Segreteria di Stato per gli Affari Interni del Regno di Sardegna (nel 1822).
Nel 1831 fu nominato primo bibliotecario della neonata Biblioteca Reale di Torino, che Carlo Alberto aveva costituito a partire dalla propria collezione privata per dotare la capitale del piccolo regno di una biblioteca all'altezza di quelle delle capitali europee.
Fu Provana ad autorizzare la pubblicazione delle Mie prigioni di Silvio Pellico, nel 1833. Mantenne questo incarico fino alla morte, nel 1837.
Socio della Regia Accademia delle Scienze dal 1800, celebre latinista, scrisse tra l'altro la celebre epigrafe «Ordo populusque Taurinus ob adventum regis» (cioè «la nobiltà e il popolo di Torino per il ritorno del re») per la facciata della Chiesa della Gran Madre di Dio.